# Dans la combe
Dans la combe (en russe : В овраге) est une nouvelle de l’écrivain russe Anton Tchekhov parue en janvier 1900.
La nouvelle a été publiée la première fois le 20 janvier 1900 dans le premier numéro de la revue La Vie,.

## Contexte
Saluée par Maxime Gorki, la nouvelle aurait, selon le frère de l'écrivain, trouvé son origine dans une affaire qui se serait terminée au bagne de Sakhaline.

## Personnages
- Grigori Pétrovitch Tsyboukine : chef de famille déjà âgé, maquignon sans foi ni loi, notable du village d'Oukléïevo.
- Anissim Grigorévitch Tsyboukine : fils aîné de Grégori, agent de police, mari de Lipa, condamné peu après son mariage pour faux-monnayage. Condamné à six ans de bagne en Sibérie.
- Stépane Grigorévitch Tsyboukine : fils cadet de Grégori, sourd, a épousé Axinia.
- Axinia : épouse ambitieuse, dominatrice et infidèle de Stépane. Une parfaite « crapule », selon l'analyse de Vladimir Nabokov[4].
- Varvara : seconde épouse de Grigori.
- Lipa : jeune épouse d'Anissim. Dépassée par les événements, elle trouve son bonheur dans la naissance de son fils Nikifor. Pour Nabokov, c'est le personnage principal de la nouvelle.
- Nikifor : bébé de Lipa. Enfant malingre.
- Prascovie : mère de Lipa. Vit dans la pauvreté. Très timide et transparente.
- Elizarov : vieil artisan, dit « La Béquille », se lie d'amitié avec Lipa.
- Les Khrymine et les Kostioukov : familles d'industriels, à la fois amis et concurrents de Tsyboukine. Ils manipulent Axinia.

## Résumé
La nouvelle narre les aventures et mésaventures de la famille Tsyboukine, notables du village d’Oukléïevo, situé dans une combe, que personne ne connaît pour autre chose qu’un événement vieux de dix ans déjà, quand le sacristain du village avait englouti 4 livres de caviar lors d’une messe d’anniversaire.
Le village, outre sa situation en contrebas de la route et son insignifiance connaît le triste privilège de voir plusieurs usines textiles, dont une tannerie, sur son territoire, qui rendent souvent l’atmosphère pestilentielle et polluent les eaux, déclenchant divers problèmes sanitaires. Les propriétaires ont cependant réussi à contourner les interdits officiels grâce à la corruption. Le village est au moins d’une oligarchie locale.
Grigori Tsyboukine, officiellement épicier, en réalité maquignon sans scrupules a développé ses affaires dans tous les trafics qui rapportent quelque argent : vente d’alcool frelaté, trafic de bétail, de peaux, de blé, de bois de charpente...L’homme est veuf et a deux fils adultes. Le premier, Anissim, encore célibataire, quasi illettré, est agent de police à la ville voisine ; Stépan, le cadet est sourd et seconde son père. Il est déjà marié à Axinia, un beau brin de fille, dynamique et dont le sens des affaires fait l’admiration de son beau-père. La réussite de ce mariage pousse Grigori à se remarier. Il épouse Varvara, une femme d’un certain âge, dont l’arrivée transforme la maisonnée.
Le comportement étrange de l’aîné pousse la famille lui trouver une épouse : la très jeune Lipa, jolie mais sans dot. La pauvreté de la fiancée n’est pas un problème pour les Tsyboukine, qui sont plutôt aisés. Anissim accueille son mariage avec une totale indifférence. À l’occasion des noces, il offre de l’argent neuf à ses parents et aux participants à son mariage, avant de s’en retourner à la ville. Quelques mois plus tard, on apprend qu’Anissim a été arrêté pour fabrication et écoulement de fausse monnaie. La vie de la famille bascule. Le vieux Grégori, qui a tout compris, demande à sa belle-fille Axinia de faire disparaître les dix roubles qu’il a reçu de son fils, mais la jeune femme ne peut s’y résoudre et payent leurs ouvrier avec cette somme…
Malgré les tentatives de le tirer des griffes de la justice, Anissim est finalement condamné à six ans de travaux forcés en Sibérie… Le jeune Lipa semble presque soulagée de la disparition de son mari : elle a un nouvel soleil dans sa vie, son bébé Nikifor. Mais elle redoute maintenant sa belle-sœur Axinia dont l’ambition commence é paraître au grand jour. Grégori, détruit par cette affaire, décline. Un jour qu’il se rend en ville, il se murmure qu’il a déposé son testament chez un notaire, et surtout qu’il lègue un de ses terrains à son petit-fils. Or, c’est justement à cet emplacement qu’Axinia a construit « sa » briqueterie. Se sentant menacée, elle laisse éclater sa colère contre Grigori, menaçant révéler publiquement toutes ses magouilles. Puis dans la cuisine, elle s’emporte contre Lipa en train de faire la lessive, qu’elle traite de « forçate ». Avisant le nourrisson dans sa corbeille, elle se saisit d’un épuisoir et ébouillante le bébé. Emmené à l’hôpital du zemstvo, Nikifor meurt le même soir dans d’atroces souffrances. Lipa rentre seule, avec le cadavre de son fils. Après l’enterrement, Axinia la chasse de la maison.
Les événements remontent à trois ans en arrière et sont presque oubliés. Axinia a triomphé et est devenu le véritable chef de famille. Son mari, minus habens et sourd, a reçu une belle montre en or, dont il essaie de détecter le tic-tac. Le vieux Grégori ne fait plus illusion. Il se promène sans argent sur lui, car il est persuadé de ne plus savoir distinguer le vrai du faux…
Un jour, Grégori rencontre Lipa et sa mère, qui lui offrent un quignon de pain, qu’il mange tandis qu’elles s’éloignent.